# Prix Pulitzer du reportage local

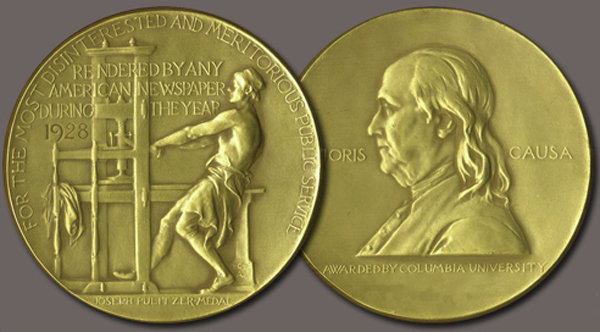
Pulitzer`s gold

Le prix Pulitzer du reportage local (Pulitzer Prize in Local Reporting) est une récompense qui distingue un exemple de « reportage local qui met en lumière des problèmes ou sujets de préoccupation importants »,. Ce prix Pulitzer est décerné pour la première fois en 1948. Comme la plupart des Pulitzer, le gagnant reçoit une récompense de 100 000 dollars. 

## Histoire
Le prix Pulitzer du reportage local est mis en place une première fois de 1948 à 1952. À partir de 1953, le comité remet deux prix, l'un pour les reportages locaux ayant une contrainte horaire de mise sous presse (Edition time) et un pour ceux qui n'en ont pas (No edition time). 
En 1964, les Pulitzers consacrés au reportage local sont renommés en « Reportage spécialisé d'enquête locale » et « Reportage local général ou ponctuel ». [réf. nécessaire]  Ces prix sont supprimés en 1984. 
En 1985, de nouvelles catégories sont introduites : le prix Pulitzer pour le journalisme explicatif (rebaptisé plus tard « reportage explicatif »), le prix Pulitzer pour le reportage d'informations générales, le prix Pulitzer pour le journalisme d'investigation et le prix Pulitzer pour le reportage spécialisé. Aucun de ces prix ne distingue spécifiquement les reportages locaux. 
En 2006, le comité Pulitzer a annoncé que le prix Pulitzer pour le reportage spécialisé serait remplacé par un nouveau prix Pulitzer consacré au reportage local. Debbie Cenziper du Miami Herald est la première journaliste à remporter cette nouvelle itération du prix Pulitzer pour les reportages locaux. 
Le comité Pulitzer émet une citation officielle expliquant les raisons du prix.

## Gagnants

### De 1948 à 1952
- 1948 : George E. Goodwin, Atlanta Journal, pour son récit de la fraude électorale au sein du Comté de Telfair, publié en 1947.
- 1949 : Malcolm Johnson, New York Sun, pour sa série de 24 articles intitulée « Crime sur les quais » à New York. (Le film Sur les quais est fondé sur cette série d'articles)
- 1950 : Meyer Berger, New York Times, pour son article de 4 000 mots sur les tueries de masse commises par Howard Unruh à Camden, New Jersey.
- 1951 : Edward S. Montgomery, San Francisco Examiner, pour sa série d'articles sur les fraudes fiscales qui ont abouti à un exposé auprès du Bureau of Internal Revenue.
- 1952 : George De Carvalho, San Francisco Chronicle, pour ses articles consacrés au racket des Chinois installés aux États-Unis, sous la forme de rançons exigées pour des personnes de leur connaissance détenues en Chine communiste.

### De 2007 à 2009
- 2007 : Debbie Cenziper, Miami Herald, pour ses reportages sur la gestion des déchets, le favoritisme et le manque de contrôle au sein de l'agence du logement de Miami, qui ont entraîné des licenciements, enquêtes et poursuites judiciaires.
- 2008 : David Umhoefer, Milwaukee Journal Sentinel, pour ses articles consacrés au contournement des lois fiscales afin de faire gonfler les retraites des employés du comté, qui ont entraîné des changements et possibles poursuites engagées contre des personnalités clés.
- 2009 : (deux gagnants) la rédaction du Detroit Free Press et, entre autres, Jim Schaefer et ML Elrick, pour avoir mis en lumière des mensonges répétés du maire Kwame Kilpatrick, et notamment ses dénégations quant à une relation sexuelle avec sa chef de cabinet, entraînant une enquête pour parjure qui a finalement conduit à des peines de prison pour les deux responsables. Série originale
- 2009 : (deux gagnants) Ryan Gabrielson et Paul Giblin de l'East Valley Tribune, pour leur utilisation judicieuse de ressources limitées pour révéler, en édition papier et en ligne, comment l'accent mis par un shérif populaire sur la lutte contre l'immigration a nui aux autres enquêtes sur les crimes violents et d'autres aspects de la sécurité publique. Série originale

### De 2010 à 2019
- 2010 : Raquel Rutledge du Milwaukee Journal Sentinel, pour ses reportages en immersion sur la fraude et les violences dans un programme de garde d'enfants destiné aux parents à bas salaire, le mauvais usage de l'argent du contribuable et la mise en péril des enfants, lesquels ont entraîné des suites judiciaires au niveau fédéral et confédéral contre les prestataires.
- 2011 : Frank Main, Mark Konkol et John J. Kim du Chicago Sun-Times, pour leur documentation en immersion de la violence dans les quartiers de Chicago, leur enquête sur la vie des victimes, des criminels et des détectives et ceci alors qu'un code de silence généralisé empêche d'apporter des solutions.
- 2012 : Sara Ganim et le personnel du Patriot-News, pour avoir courageusement révélé et couvert le scandale sexuel explosif au sein de Penn State impliquant l'ancien entraîneur de football Jerry Sandusky.
- 2013 : Brad Schrade, Jeremy Olson et Glenn Howatt du Star Tribune (Minneapolis), pour leurs reportages puissants sur la forte augmentation des décès de nourrissons au sein de garderies mal encadrées, qui aura entraîné une action législative pour renforcer les règles[4].
- 2014 : Will Hobson et Michael LaForgia du Tampa Bay Times, pour leur enquête sans relâche sur les conditions sordides de logement de l'importante population sans-abri de la ville (St. Petersburg), laquelle a conduit rapidement à des réformes[5].
- 2015 : Rob Kuznia, Rebecca Kimitch et Frank Suraci du Daily Breeze, pour leur enquête sur la corruption généralisée dans un petit district scolaire à court d'argent, faisant une utilisation impressionnante du site Web du journal[6].
- 2016 : Michael LaForgia, Cara Fitzpatrick et Lisa Gartner du Tampa Bay Times, pour avoir mise en lumière la culpabilité d'un conseil scolaire local qui a transformé des écoles de certains comtés en usines à échec scolaire, avec des conséquences tragiques pour la communauté (déplacé par le Comité Pulitzer depuis la catégorie de la fonction publique, où il avait été inscrit)[7].
- 2017 : la rédaction du Salt Lake Tribune, pour une série de reportages forts révélant les traitements pervers, punitifs et cruels infligés aux victimes d'agressions sexuelles au sein de la Brigham Young University, l'une des institutions les plus puissantes de l'Utah[8].
- 2018 : la rédaction du Cincinnati Enquirer, pour un récit captivant et lucide de sept jours au cœur de l'épidémie d'héroïne en cours dans la région de Cincinnati, qui révèle comment cette addiction mortelle a ravagé les familles et les communautés[9].
- 2019 : la rédaction de l'Advocate, Baton Rouge, pour sa description accablante du système discriminatoire de condamnation au sein de l'État, reposant sur une loi de l'ère Jim Crow, qui a permis aux tribunaux de Louisiane d'envoyer des accusés en prison sans consensus du jury sur la culpabilité de l'accusé[10].

### De 2020 à 2029
- 2020 : la rédaction du Baltimore Sun, pour ses reportages sur les liens financiers entre le maire de Baltimore et le système hospitalier public[11].